# Otley (Yorkshire de l'Ouest)
Pour les articles homonymes, voir Otley.
Otley est une ville dans le district métropolitain de la Cité de Leeds, Yorkshire de l'Ouest, Angleterre, au nord-ouest de Leeds.
Appartenant historiquement au West Riding of Yorkshire, la ville compte une population de 14 348 habitants au dernier recensement.

## Histoire
Les origines de la ville remontent à l'occupation romaine, et elle est dépendant de l'archevêché de York. Otley est proche de Leeds et doit avoir appartenu au royaume d'Elmet.
Le peintre Joseph Mallord William Turner a peint en 1813 une scène de chasse intitulée Tir de la bécasse sur Otley Chevin, conservée à la Wallace Collection à Londres

## Sport
Otley RUFC est un club de rugby à XV fondé en 1908 qui joue en National Division One, c'est-à-dire la troisième division anglaise, lors de la saison 2009-2010.
Il a la particularité d'avoir compté un prix Nobel de physique dans les rangs de son équipe seconde, Albert Fert, dans les années 1970.

## Jumelage
- Montereau-Fault-Yonne (France)